# Kari Skogland
Kari Skogland (născută în Ottawa, Ontario, Canada) este un regizor canadian de film, scenarist și producător. 

## Cariera
Skogland a început să regizeze reclame premiate de televiziune și videoclipuri muzicale. Ea a trecut la spectacole de televiziune în 1996 (Traders).Emisiunea Traders a fost nominalizată pentru mai multe premii Geminis, inclusiv pentru cel mai bun regizor și cel mai bun serial. Primul ei film, The Size of Watermelons a câștigat Premiul de Argint la WorldFest Houston. Filmul ei de la CBC, White Lies, a fost nominalizat pentru mai multe Geminis și un Emmy International și a câștigat un premiu Tout Ecran. 50 Dead Men Walking este cel mai recent proiect al ei. În acest film interpretează Sir Ben Kingsley, Jim Sturgess și Rose McGowan și a fost lansat în martie 2009.

## Filmografie
- Dead at 21 (1994) serial TV (nr. episoade necunoscut)
- Traders (5 episoade, 1996)
- The Size of Watermelons (1996)
- Men with Guns (1997)
- La Femme Nikita (1 episod, 1997)
- The Crow: Stairway to Heaven (2 episoade, 1998)
- Sins of the City (1998) serial TV (nr. episoade necunoscut)
- White Lies (1998)
- Nothing Too Good for a Cowboy (1998)
- Children of the Corn 666: Isaac's Return (1999)
- Nature Boy (2000)
- Family Law (1 episod, 2000)
- The Courage to Love (2000)
- Zebra Lounge (2001)
- Liberty Stands Still (2002)
- Queer as Folk (3 episoade, 2001-2003)
- Riverworld (2003)
- The L Word (1 episod, 2004)
- Chicks with Sticks (2004)
- Terminal City (2 episoade, 2005)
- Rapid Fire (2005)
- Banshee (2006)
- The Stone Angel (2007)
- Fifty Dead Men Walking (2008)
- The Listener (1 episod, 2009)
- Endgame (1 episod, 2011)
- Being Erica (1 episod, 2011)
- Boardwalk Empire (episodul 4 în sezonul 3, 2012)
- Under the Dome (2 episoade, 2013)
- Vikings (episodul 7 & 8 în sezonul 2, 2014)
- Sons of Liberty (2015)
- Fear The Walking Dead (episodul 4 & 5, 2015)
- The Walking Dead (episodul 10 in sezonul 6, 2016 și episodul 11 in sezonul  7, 2017)
- House of Cards (episodul 11 in sezonul 4, 2016)
- The Handmaid's Tale (episodul 10 in sezonul 1, 2017)
- The Punisher (TV series) (episodul 4 in sezonul 1, 2017)